# لوسین بالارد
لوسین بالارد (انگلیسی: Lucien Ballard؛ ‏ ۶ مهٔ ۱۹۰۸ – ۱ اکتبر ۱۹۸۸) یک مدیر فیلم‌برداری اهل ایالات متحده آمریکا بود.
از فیلم‌ها یا مجموعه‌های تلویزیونی که وی در آن‌ها نقش داشته‌است، می‌توان به گذرگاه بریکهارت و مرداب اشاره نمود.